# Haava-Tsäpsi
Haava-Tsäpsi is een plaats in de Estlandse gemeente Võru vald, provincie Võrumaa. De plaats telt 17 inwoners (2021) en heeft de status van dorp (Estisch: küla).
Tot in 2017 hoorde Haava-Tsäpsi bij de gemeente Vastseliina. De plaats heette toen nog Haava. In oktober 2017 werd Vastseliina bij de gemeente Võru vald gevoegd en kreeg de plaats de naam Haava-Tsäpsi, omdat een andere plaats in de gemeente ook Haava heet. Tsäpsi is afkomstig van Morosuu-Tsäpsi, de naam van een dorp dat in 1977 bij Haava was gevoegd.